# Interpacket Gap
Interpacket Gap (Abk. IPG, auch englisch Interframe Gap IFG, Interframe Spacing IFS) bezeichnet bei Rechnernetzen den minimalen zeitlichen Abstand zwischen zwei gesendeten Paketen auf dem Übertragungsmedium. Es gibt mehrere Gründe zum Einhalten dieses Minimalabstands; diese können sowohl technischer Natur sein (z. B. Ethernet) als auch eine Folge des zugrunde liegenden Netzwerkprotokolls (z. B. WLAN nach Standard IEEE 802.11).

## Ethernet
Beim Senden beträgt die minimale Wartezeit zwischen zwei Paketen grundsätzlich 96 Bitzeiten – z. B. 9,6 µs bei 10 MBit/s.
Beim Empfang können kürzere Pausen auftreten:
| Ethernet-Typ                          | min. Bitzeiten | min. Bytes |
| ------------------------------------- | -------------- | ---------- |
| 40 und 100-Gigabit-Ethernet           | 8              | 1 Byte     |
| 2.5-, 5-, 10- und 25-Gigabit-Ethernet | 40             | 5 Byte     |
| Gigabit-Ethernet                      | 64             | 8 Byte     |
| Fast-Ethernet*                        | 96             | 12 Byte    |
| 10-Mbit/s-Ethernet                    | 47             |            |

'* keine verkürzte Pause definiert; in der Tab. ist der Standard dargestellt.

## WLAN nach IEEE 802.11
Im WLAN-Standard existieren mehrere verschiedene Interframe Spacings unterschiedlicher Länge. Diese dienen dazu, Prioritäten für verschiedene Arten von Datenframes und Sendestationen zu ermöglichen.
Man unterscheidet (kleinste Interpacket Gaps zuerst gelistet):
- SIFS (Short Interframe Spacing): Die Zeit, die vergangen sein muss vor dem Senden eines Bestätigungsframes (ACKs), eines „Clear to Send“-Pakets (CTSs) oder einer Antwort auf Polling. Da insbesondere der Empfang  jedes regulären Unicast-Datenframes mittels ACK bestätigt werden muss, ist SIFS das am häufigsten eingesetzte Interframe Spacing.
- PIFS (Point Coordination Function Interframe Spacing): Die Zeit, die vor dem Senden von PCF-Informationen durch den Point Coordinator (z. B. den Access Point) vergangen sein muss.
- DIFS (Distributed Coordination Function Interframe Spacing): Die Zeit, die vor dem Senden eines regulären Datenframes vergangen sein muss.
- EIFS (Extended Interframe Spacing): Die Zeit, die vor dem Senden nach einer erkannten Kollision vergangen sein muss.

Typische Werte für die Medien-Zugriffskontrolle bei WLANs liegen:
- für SIFS im Bereich um 10 µs
- für DIFS um 50 µs.

## Fibre Channel
Bei Fibre Channel ist eine Folge von Primitives zwischen aufeinander folgenden Frames notwendig, die auch manchmal Interframe Gap genannt wird. Die Folge besteht aus mindestens sechs Primitives, IDLE|IDLE|R_RDY|R_RDY|IDLE|IDLE. Jedes Primitive besteht aus vier Kanalwörtern je 10 Bit bei den 8b/10b-kodierten Varianten (1–8 Gbit/s).